# Síndrome de muerte súbita del lactante
El síndrome de muerte súbita del lactante (SMSL) se define como la muerte repentina e inesperada de un niño menor de un año aparentemente sano.
También se le conoce como «síndrome de muerte súbita infantil», «muerte en cuna» o «muerte blanca».
Generalmente se encuentra muerto al bebé después de haberlo puesto a dormir, no mostrando signos de haber sufrido.
Se considera SMSL si, después de una investigación postmortem, la muerte permanece inexplicada.
En esta investigación se incluye una autopsia, examen de la escena y circunstancias de la muerte y exploración del historial médico del bebé y de la familia.

## Incidencia
El 90 % de casos de SMSL se da entre los 2 y 6 meses de edad. Estadísticamente aumenta la incidencia en los meses invernales. Según los Centros para el Control y la Prevención de Enfermedades (CDC), la incidencia de SMSL en 2017 fue de 0,354 por cada 1000 nacidos vivos en los Estados Unidos; entre 0,25 y 0,39 muertes por cada 1000 en Europa; y entre 0,15 y 0,23 muertes por cada 1000 nacidos vivos en España, «un dato sesgado que posiblemente cambiaría si se realizara un estudio necrópsico sistemático y obligado ante toda muerte súbita infantil». Aunque es causa de muchas menos muertes que los desórdenes congénitos y los relacionados con las gestaciones cortas, se encuentra en las primeras tres causas de muerte en bebés menores a un año de vida.

## Factores de riesgo
Al no conocerse las causas del SMSL, se ha establecido factores de riesgo puramente estadísticos, entre los que destacan:
- Exposición del bebé al humo de tabaco.[8][9] Los bebés que mueren por SMSL tienden a tener concentraciones de nicotina y cotinina (un marcador biológico de la exposición al humo de tabaco) en sus pulmones mayores que los bebés que mueren por otras causas. Los bebés que son fumadores pasivos tienen un alto riesgo de SMSL.[10] Los padres que fuman pueden reducir significativamente el riesgo de que sus bebés padezcan el SMSL ya sea abandonando la adicción al tabaco o fumar solamente fuera de la casa, para dejarla completamente libre de humo.
- Poner a dormir al bebé boca abajo, sobre su estómago.[11]
- No haber alimentado al bebé con leche materna.[12]
- Temperatura demasiado elevada en la habitación.[13]
- Exceso de ropa de cama, exceso de ropa, colchón demasiado blando (donde se puede hundir el rostro del bebé) y peluches.[14]
- Tener una madre adolescente (cuantos más bebés tiene una madre adolescente, más riesgo existe).[15]
- Edad del bebé: el peligro comienza de cero al nacer, es máximo entre los dos y cuatro meses y disminuye hasta cero a los doce meses.
- Embarazo demasiado pronto luego de un parto anterior, nacimientos subsecuentes con menos de un año de distancia.
- Alimentación inadecuada de la madre durante el embarazo; nutrición prenatal insuficiente.
- Cuidado inadecuado de la madre durante el embarazo; cuidado prenatal inadecuado.
- Bebé prematuro (el riesgo SMSL aumenta 50 veces).
- Sexo del bebé (el 61 % de los casos de SMSL suceden en varones).
- Bajo peso al nacer (especialmente menos de 1,5 kg).
- Antecedentes de hermano que padeció el síndrome.
- Cuidado prenatal deficiente.
- Consumo de drogas por parte de la madre.
- Sobrepeso durante el embarazo.
- Parto múltiple.

## Prevención
Existen recomendaciones importantes para reducir la probabilidad de SMSL:
- No se debe acostar el niño boca abajo. La postura recomendada es boca arriba, siendo la postura lateral menos recomendada.
- Se debe acostar al niño sobre colchón firme, evitando almohadas, cojines o cubrecamas acolchados.
- Evitar el calor excesivo. La habitación debería estar entre 18 y 20 grados centígrados.
- El bebé debe estar en un ambiente sin humo.
- La lactancia natural disminuye los riesgos de SMSL.
- Uso del chupete. Un estudio del año 2005 indica que el uso de un chupete está relacionado con un 90 % de reducción en el riesgo de SMSL.[16][17] Se ha especulado que la superficie sobresaliente del chupete mantiene el rostro del bebé despegado del colchón, lo que reduce el riesgo de asfixia. Se suele desaconsejar el uso de los mismos por los efectos que pueda tener pero no parece afectar la lactancia materna durante los primeros cuatro meses de vida.[18]